# رائف (اسم)
رائف هو اسم علم مذكر من أصل عربي، ومعناه هو العاطف الراحم,الفعل رأف الرؤوف منه لكن هذا صيغة مبالغة ورائف اسم فاعل ومبالغته كذلك رئيف.

## شخصيات تحمل الاسم
- رائف (موسيقي أمريكي، 8 أغسطس 1982 – )
- رائف إسماعيل باشا (سياسي عثماني)
- رائف بدوي (ناشط سعودي في حقوق الإنسان، 13 يناير 1984[3] – )
- رائف تركستاني (لاعب كراتيه سعودي، 30 يناير 1997 – )

## وصلات خارجية
- موسوعة السلطان قابوس لأسماء العرب نسخة محفوظة 5 أبريل 2019 على موقع واي باك مشين.